# Calle de Manuel
La calle de Manuel es una vía pública de la ciudad española de Madrid, situada en el barrio de Universidad, distrito Centro.

## Descripción
La vía nace de la calle del Duque de Liria, junto a la plaza de Cristino Martos, y llega hasta la travesía del Conde Duque. Ya figuraba con el título actual en el plano de Espinosa. Aparece descrita en Las calles de Madrid (1889) de Hilario Peñasco de la Puente y Carlos Cambronero con las siguientes palabras:

Manuel. Desde la calle del Duque de Liria á la Travesía del Conde Duque. En el plano de Texeira aparece, pero sin nombre; en el de Espinosa, con el nombre actual. Tradición. Quieren decir que Manuel era un mozo de fuerzas hercúleas y estatura gigantesca, que servía á ciertos colegiales irlandeses establecidos en un edificio cuyas accesorias daban á la calle que lleva este nombre. Tenía Manuel gran valor, y cuéntase que en el siglo XVII libró á una pobre hortelana de la voracidad de un lobo que la amenazaba, matando al animal y entrando con él triunfante en la villa. En esta calle hay una fuente del Viaje de la Alcubilla.
(Peñasco de la Puente y Cambronero, 1889, pp. 312-313)